# Manchester United Supporters' Trust

Manchester United Supporters' Trust logo

Manchester United Supporters 'Trust (tên viết tắt là: MUST, trước đây là Shareholders United) là hội cổ động viên trung tín (supporters' trust) của Manchester United F.C., được công nhận bởi Supporters Direct. Hội tìm cách tăng cường ảnh hưởng của những người hâm hộ lên tương lai của câu lạc bộ thông qua quyền sở hữu dân chủ của cổ động viên. Với một tập hợp hơn 200.000 thành viên, MUST là hội cổ động viên trung tín lớn nhất ở Vương quốc Liên hiệp Anh. Các thành viên MUST hy vọng có thể bơm tiền của mình để mua lại một lượng cổ phần tương đối của câu lạc bộ trong tương lai nếu có cơ hội.

## Xuất xứ

The ShareholdersUnited Logo

Hội được thành lập năm 1998 với tên 'Shareholders United Against Murdoch' nhằm ngăn chặn sự tiếp quản của ông trùm truyền thông Rupert Murdoch. Ý muốn kiểm soát câu lạc bộ đã bị chặn lại bởi Ủy ban Độc quyền và Sáp nhập. Sau đó hội thay đổi tên thành "Shareholders United" và tiếp tục khuyến khích các cổ động viên sở hữu cổ phần trong câu lạc bộ (khi đó United là câu lạc bộ kinh doanh đại chúng).

## Phản ứng trước việc Glazer tiếp quản
Năm 2004, doanh nhân người Mỹ Malcolm Glazer tìm cách mua lại câu lạc bộ, nhưng bị hội đồng quản trị từ chối vì số lượng lớn tiền vay của ông sẽ bị gán vào số nợ của câu lạc bộ. Họ cho rằng ông sẽ thế chấp tương lai của câu lạc bộ để trả tiền vay nợ. Shareholders United cùng với IMUSA tổ chức các cuộc biểu tình trước trận đấu, đầu tiên là trước trận đấu quan trọng với Arsenal nhằm cho câu lạc bộ thấy người hâm mộ không đồng tình với việc Glazer tiếp quản, và sau đó là trước trận đấu với Milan ở Champions League, khi hàng ngàn cổ động viên tuần hành đến để chứng minh cho Glazer rằng họ sẽ không chào đón ông nếu ông mua lại câu lạc bộ. Họ cũng khuyến khích các thành viên tụ tập nhảy flash mob, tụ tập tại các cửa hàng thuộc sở hữu của nhà tài trợ câu lạc bộ để tạm thời ngăn các cửa hàng kinh doanh, nhằm cảnh báo các nhà tài trợ rằng các cổ động viên sẽ tẩy chay các sản phẩm nếu họ tiếp tục gắn với câu lạc bộ sau khi Glazer tiếp quản.
Khi hội đồng quản trị United từ chối xem xét đề nghị ban đầu của Glazer, đây được coi là một chiến thắng cho Shareholders United, tuy nhiên vào ngày 12 tháng 5 năm 2005 Glazer đã mua lại 28% cổ phần thuộc sở hữu của John Magnier và JP McManus. Tới ngày 23 tháng 5 năm 2005, gia đình Glazer nắm 76,16% cổ phần của câu lạc bộ, đủ để hủy niêm yết của United trên thị trường chứng khoán, và trở thành câu lạc bộ thuộc quyền sỡ hữu tư nhân. Sau đó vào năm 2005, nhà Glazer nắm trên 98% cổ phần của câu lạc bộ, đủ để thực hiện mua lại bắt buộc đối với tất cả các cổ phiếu còn lại, theo Luật Vương quốc Liên hiệp Anh. Shareholders United đã phải chịu rất nhiều lời chỉ trích sau đó vì đồng ý bán lại cổ phần cho nhà Glazer.

## Thay đổi tên
Do Manchester United bị hủy niêm yết khỏi thị trường chứng khoán Luân Đôn, Shareholders United đổi tên thành Manchester United Supporters 'Trust với mục đích phản ánh bản chất của một hội cổ động viên trung tín. Năm 2006 nhóm trở thành một Tổ chức xã hội công nghiệp và dự phòng.
Mặc dù được Supporters Direct công nhận là hội cổ động viên trung tín chính thức của Manchester United, Manchester United Supporters' Trust vẫn hoàn toàn độc lập với Manchester United, và không hề liên kết trực tiếp với câu lạc bộ hay chủ sở hữu của câu lạc bộ.